# Tarnawatka
Tarnawatka è un comune rurale polacco del distretto di Tomaszów Lubelski, nel voivodato di Lublino.
Ricopre una superficie di 82,66 km² e nel 2004 contava 4 135 abitanti.